# Lemaireocereus lepidanthus
Lemaireocereus lepidanthus es una especie de planta suculenta perteneciente a la familia Cactaceae.

## Distribución y hábitat
El área de distribución nativa de esta especie se extiende desde Guatemala hasta Honduras. Crece principalmente en el bioma tropical estacionalmente seco.

## Taxonomía
La especie fue descrita iniciamente como Cereus lepidanthus por Friedrich Eichlam y publicada en Monatsschrift für Kakteenkunde 19(12): 177–180, en 1909, actualmente, es tanto un sinónimo como el basónimo de esta. Posteriormente, la especie sería transferida al género Pachycereus por Nathaniel Lord Britton y Joseph Nelson Rose en The Cactaceae; descriptions and illustrations of plants of the cactus family 2: 76, en 1920, nombre científico que también es un sinónimo de esta actualmente; y ulteriormente, sería transferida al género Lemaireocereus por Ángel Salvador Arias Montes y Teresa Terrazas en Systematic Botany 34(1): 82, en 2009.

#### Etimología
Véase: Lemaireocereus
lepidanthus: epíteto compuesto de los vocablos griegos λεπίς, λεπίδος (lepís, lepídos); "escama", y ἅνθος (ánthos); "flor".